# Nelly Frijda
 (octobre 2018).
Si vous disposez d'ouvrages ou d'articles de référence ou si vous connaissez des sites web de qualité traitant du thème abordé ici, merci de compléter l'article en donnant les références utiles à sa vérifiabilité et en les liant à la section « Notes et références ».
Nelly Frijda-Wiegel, dite  Nelly Frijda, née le 4 mai 1936 à Amsterdam, est une actrice et doubleuse néerlandaise.

## Filmographie
- 1970 : Rubia's Jungle de Pim de la Parra[1]
- 1982 : Le Silence autour de Christine M. (De stilte rond Christine M.) de Marleen Gorris : Serveuse[2]
- 1986 : Les Gravos de Dick Maas : Mia Flodder[3]
- 1990 : Han de Wit de Joost Ranzijn : Moeder[4]
- 1992 : Xangadix (De Johnsons) de Rudolf van den Berg
- 1992 : Flodder in Amerika! de Dick Maas[5]
- 1993 : Just Friends de Marc-Henri Wajnberg[6]
- 1995 : Les Lavigueur 3 : Le retour de Dick Maas[7]
- 2004 : Alice in Glamourland de Pieter Kramer[8]
- 2009 : Spion van Oranje de Tim Oliehoek[9]
- 2012 : Omega de Patrick Haagmans : Johanna van der Geest[10]